# 油圧ポンプ

外接歯車ポンプ

内接歯車ポンプ

油圧ポンプとは油圧機器に使用される電動機やエンジンなどを動力源として、作動油を加圧する目的で使用されるポンプである。

## 油圧ポンプの種類

回転斜板の動作

ベーンポンプ
ケーシング内に偏心して取り付けられた回転子に取り付けられた可動式羽根車（ベーン）を回し作動油に圧力を与え吐出する。比較的低圧領域に適している。
ギヤポンプ (歯車ポンプ)
ケーシングの中で回転する歯車が噛み合うことで、作動油に圧力を与え吐出する。構造によって「外接ギヤポンプ」と「内接ギヤポンプ」の2種類がある。パワーステアリングや小型機械(フォークリフトや農業機械など)の動力源として使われる例が多い。構造上、可変式がなくすべて固定容量式である。
スクリューポンプ
ケーシングの中で複数のスクリューが回転し噛み合うことで、作動油を軸方向に押し出す。エレベータの昇降や水門の開閉など。連続吐出する構造のため、運転時の脈動が起きない。
ピストンポンプ
「プランジャーポンプ」とも。回転軸の周りに配置されたピストンの往復運動で油圧力を発生するもの。軸に対するピストンの作動方向によって、「アキシャルピストンポンプ」（ピストンの作動方向が軸とほぼ平行）、「ラジアルピストンポンプ」（作動方向が軸の中心から外に向かう）に大別される。アキシャルピストンポンプには「斜板式」と「斜軸式」があり、さらに吐出量が固定式のものと可変式のものとがある。
アキシャルピストンポンプ（斜板式）
回転するバルブプレートによる弁機構と、回転する傾斜した板によるピストンの往復運動で圧力を与えるもの。
アキシャルピストンポンプ（斜軸式）
動軸とシリンダブロック中心軸とが、ある角度をもった形式のアキシャルピストンポンプ。
ラジアルピストンポンプ
動軸に対してシリンダーが放射状 （星型）に並んでいるもの。基本的に固定容量式。アキシャルピストンポンプに比べて摺動部品が少ないため内部リーク量が少なく、運転時の効率がよい。高い作動圧力にも対応できる。